# 로안 샤바놀
로안 샤바놀(프랑스어: Loan Chabanol, 1982년 ~ )은 프랑스의 배우, 모델이다. 2010년에 뉴욕으로 이주하여 연기를 배웠으며 2013년 《지골로 인 뉴욕》으로 데뷔했다.

## 출연작 목록
- 지골로 인 뉴욕(2013)
- 써드 퍼슨(2014)
- 트랜스포터: 리퓰드(2015)